# Prąd połukowy
Prąd połukowy – prąd występujący w przerwie zestykowej po zgaszeniu łuku wyłączeniowego.